# 悠玄湖
悠玄湖（ゆうげんこ）は、長野県佐久市印内にある湖。信濃川水系大門川に建設された人造湖で、灌漑を目的とするため池である。印内耕地整理池（いんないこうちせいりいけ）ともいう。
悠玄湖は、大正時代に印内耕地整理組合が整備したもので、その記念碑が御牧ヶ原に建てられているという。

## 周辺
佐久市中心市街地から国道142号を西に進み、「布施温泉入口」交差点を右折。あとは所々に「みどりの村」への道標が立っているので、これに従って道を進めばよい。「みどりの村」というのは悠玄湖の周辺に整備されたレジャー施設・望月温泉みどりの村のことである。日帰り入浴施設としてはもちろん、宿泊も可能であり、周辺には悠玄山荘やアメリカンハウス、総合学院テクノスカレッジ建築科の学生が建築に携わったというログハウスが建ち並ぶ。さらに、体育館やテニスコート、ゲートボール場、キャンプ場、アスレチックがある。望月に伝わる民話『月毛の駒』をモチーフとしたアスレチックは、日本フィールドアスレチック協会公認（第309号）のコースであったが、2008年（平成20年）4月以降閉鎖。悠玄湖もまた草木がぼうぼうとしており、少々寂れた雰囲気を醸し出している。

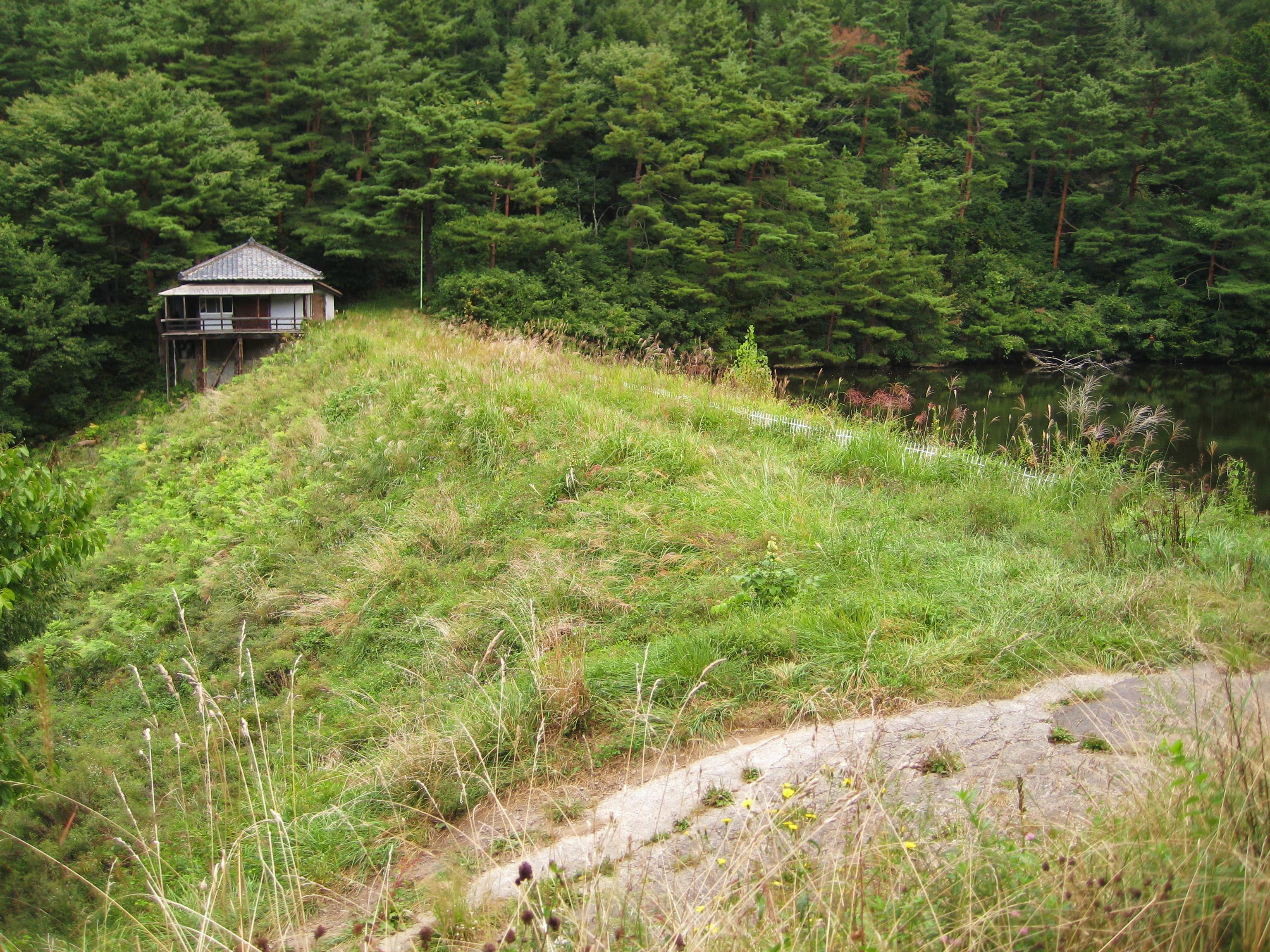
悠玄湖ダム